# Strajeț, Kărdjali
Strajeț (în bulgară Стражец) este un sat în comuna Krumovgrad, regiunea Kărdjali,  Bulgaria. 

## Demografie
Componența etnică a satului Strajeț
     Bulgari (87,5%)
     Nicio identificare (12,5%)
     Altele (0%)
La recensământul din 2011, populația satului Strajeț era de 8 locuitori. Din punct de vedere etnic, majoritatea locuitorilor (87,5%) erau bulgari. Pentru 12,5% din locuitori nu este cunoscută apartenența etnică.